# 西加扎勒河州
西加扎勒河州（英語：Western Bahr el Ghazal）是南苏丹的10个州之一，位於該國西南部加札爾河地區。该州与中非共和国、北苏丹接壤。面积93,900平方千米，人口為1 016 469人（2006年），首府瓦烏，下分3縣。
第二次蘇丹內戰後由南蘇丹管理。